# Penetrazione del mercato
Quando si parla di mercato per l'impresa si considera l'insieme dei potenziali clienti aventi l'interesse a disporre del bene offerto, la possibilità economica (reddito) per acquisirlo, l'accesso al bene (nel senso che il canale distributivo li raggiunge) e dispongono di particolari requisiti che sono precondizione per l'acquisto.
Una volta definito il mercato potenziale, l'azienda definisce il suo mercato servito, vale a dire quelle fette di mercato le cui caratteristiche sono considerate favorevoli per l'azienda.
Il mercato penetrato è il sottoinsieme di clienti del mercato servito inteso come clienti che acquistano effettivamente.
La penetrazione di mercato è una delle quattro strategie della matrice di Ansoff che sviluppò tale matrice per aiutare le aziende a riconoscere se ci sono dei vantaggi per entrare in un mercato . Le altre tre strategie di crescita nella Matrice di Ansoff sono:
- Lo sviluppo di prodotto (mercati esistenti, nuovi prodotti)
- Lo sviluppo del mercato (nuovi mercati, prodotti esistenti)
- Diversificazione (nuovi mercati, nuovi prodotti)
La penetrazione di mercato, quindi, può essere letta come la popolarità di un brand o di una categoria. È definita come il numero di persone o una categoria che compra un oggetto di un particolare brand o di una particolare categoria diviso la grandezza di popolazione interessata.
Si può aumentare la penetrazione di mercato se:
1. si mantiene o aumenta la quota di dei prodotti attuali
2. forte dominio dei mercati in espansione
3. si ristruttura un maturo, mandando via i concorrenti
4. si aumenta l'utilizzo da parte dei clienti esistenti